# ابوالحسن پیرنیا
ابوالحسن پیرنیا (۱۲۴۸خ نایین – ۱۳۱۸خ شیراز) ملقب به معاضدالسلطنه از رجال دوره مشروطه و قانونگذار و دولتمرد دوره قاجار و رضا شاه پهلوی بود. 

## دوره مشروطه
ابوالحسن پیرنیا پس از فرا گرفتن خواندن و نوشتن در زادگاهش نائین به تهران رفت و با کمک میرزا نصرالله‌خان مشیرالدولهٔ پیرنیا به خدمت وزارت امور خارجه درآمد و پس از مشاغل مختلف به سرکنسولی ایران در بادکوبه رسید.
با به راه افتادن مشروطه‌ خواهی با این جنبش همراه شد و پس از روی کار آمدن نظام مشروطه با بهره‌گیری از نفوذ و اقتدار پدر همسرش میرزا نصرالله‌خان مشیرالدوله به نمایندگی تهران در دورهٔ اول مجلس شورای ملی انتخاب شد. پس از آنکه کلنل لیاخوف به دستور محمدعلی‌شاه قاجار مجلس را به توپ بست و با برقراری استبداد صغیر به اروپا رفت و به تبلیغ علیه محمدعلی‌شاه پرداخت.

## نمایندگی مجلس شورای ملی
میرزا ابوالحسن معاضدالسلطنه پس از خلع محمدعلی‌شاه از سلطنت و پیروزی مشروطه‌خواهان به ایران برگشت و به عنوان نمایندهٔ گیلان در سال ۱۲۸۸ خورشیدی وارد مجلس شد. پیش از به پایان رسیدن دوره نمایندگی اش، در نوزدهم امرداد ۱۲۹۰ صمصام‌السلطنهٔ بختیاری او را به جای محمدحسین دبیرالملک که برای معالجه به اروپا رفته بود به عنوان وزیر پست و تلگراف به مجلس معرفی کرد.

## وزارت
وی پس از سقوط این کابینه حاکم یزد شد و چند سالی را با این سمت در آن سامان گذراند. در سال ۱۳۰۲ که رضاخان سردارسپه (رضاشاه پهلوی بعدی) به نخست‌وزیری رسید، در کابینهٔ وی شرکت کرد و وزارت عدلیه را پذیرفت. در دومین کابینهٔ رضاخان هم که در ۲۶ فروردین ۱۳۰۳ به مجلس معرفی شد، همین مقام را حفظ کرد. در زمستان همین سال و همزمان با وزارت، در انتخابات دورهٔ پنجم مجلس شرکت کرد و از نایین انتخاب شد اما با گشایش مجلس همچنان در مقام وزارت باقی ماند و با به تأخیر انداختن طرح اعتبارنامه‌اش، کرسی خود را در مجلس حفظ کرد. پس از کشته شدن کنسول آمریکا در اواخر تیر ۱۳۰۳ در تهران که رضاخان در پایتخت حکومت نظامی برقرار و دستورهای حبس روزنامه نگاران و توقیف مطبوعات را بدون حکم دادگاه و دخالت عدلیه صادر کرد، معاضدالسلطنه از دولت کنار کشید و به مجلس رفت. سال بعد رضاخان او را والی کرمان و بلوچستان کرد که یک سال در آنجا ماند.

## والی فارس
در دوران سلطنت رضاشاه پهلوی در سال ۱۳۰۹ در انتخابات دوره هشتم مجلس شورای ملی بار دیگر به نمایندگی انتخاب شد و کرسی خود را در دوره بعد نیز حفظ کرد. پس از پایان دوره نمایندگی‌اش در سال ۱۳۱۴ والی کرمان و دو سال بعد والی فارس شد (۱۳۱۶) و در همین سمت بود که بر اثر ایست قلبی درگذشت. در آن زمان شایع شد که او را به امر شاه کشته‌اند. اما واقعیت این است که به سبب سکتهٔ قلبی مرد.

## زندگی شخصی
ابوالحسن پیرنیا با دختر میرزا نصرالله‌خان مشیرالدوله ازدواج کرده بود و دو پسر و چهار دختر داشت. پسرش حسین پیرنیا به پدر علم اقتصاد ایران مشهور شد و در دوره محمدرضا شاه پهلوی به معاون نخست وزیر، معاونت وزارت دارایی و نمایندگی مجلس رسید. حسین نواب وزیر امور خارجه و شخصیت سیاسی دوران محمدرضا شاه پهلوی داماد ابوالحسن پیرنیا بود.
ابوالحسن پیرنیا، (معاضدالسلطنه) در سن هفتاد ساگی، در تاریخ ۱۳۱۸ خورشیدی، در شیراز چشم از جهان پوشید و در باغ مصلای نائین، آرامگاه خوانوادگی پیرزاده و پیرنیا به خاک سپرده شده است.